# Hubnerius praetextatus
Hubnerius praetextatus là một loài bướm đêm trong họ Noctuidae.